# NK Krka
NK Krka Novo mesto (słoweń. Nogometni Klub Krka Novo mesto) – słoweński klub piłkarski, mający siedzibę w mieście Novo mesto w południowo-wschodniej części kraju.

## Historia
Chronologia nazw:
- 1922–1992: NK Elan
- 1992–1993: Studio D
- 1993–1994: NK Krka Novoterm
- 1994–2000: NK Elan
- 2000–2001: Elan Granit Commerce
- 2001–2005: NK Elan
- 2005–...: NK Krka

Klub został założony 19 lutego 1922 roku jako NK Elan z inicjatywy przemysłowca Josipa Medica po połączeniu dwóch miejscowych klubów sportowych. Do 1991 roku występował w regionalnych ligach mistrzostw Jugosławii. Po rozpadzie Jugosławii w sezonie 1991/92 debiutował w drugiej lidze, gdzie zajął 1 miejsce w grupie zachodniej i po raz pierwszy zdobył awans do pierwszej ligi. W 1992 zmienił nazwę na Studio D i zakończył sezon 1992/93 na 7 pozycji. W sezonie 1993/94 jako Krka Novoterm zajął ostatnie 16 miejsce i spadł do drugiej ligi. W 1994 przywrócił nazwę na NK Elan. Zespół ponownie zajął ostatnie 16 miejsce i spadł do trzeciej ligi. Po dwóch sezonach w trzeciej lidze w 1997 powrócił do drugiej ligi. W sezonie 2000/01 występował pod nazwą sponsora Elan Granit Commerce, a w następnym sezonie 2001/02 zajął ostatnie 16 miejsce i ponownie spadł do trzeciej ligi. Od 2005 roku klub ponownie nazywał się NK Krka, po tym, jak głównym sponsorem została fabryka farmaceutyczna Krka, Tovarna Zdravil, D.D., która znajduje się obok rzeki Krka w Novo mesto. Dopiero w sezonie 2007/08 ponownie startował w drugiej lidze, ale nie potrafił utrzymać się w niej (ostatnie 10 miejsce). Następny powrót był bardziej udany, w sezonie 2012/13 klub powrócił do drugiej ligi, w której zajął 3 miejsce, co pozwoliło uzyskać promocję do pierwszej ligi.

## Sukcesy

### Trofea międzynarodowe
Nie uczestniczył w rozgrywkach europejskich (stan na 31-05-2013).

### Trofea krajowe
Słowenia
| \| \| Zdobyte trofea w rozgrywkach Słowenii (stan na: 31-05-2013) \| |                                                             |      |                        |
| Rozgrywki                                                            | Osiągnięcie                                                 | Razy | Sezon(y)               |
| Mistrzostwo                                                          | I miejsce                                                   | 0    |                        |
| Mistrzostwo                                                          | II miejsce                                                  | 0    |                        |
| Mistrzostwo                                                          | III miejsce                                                 | 0    |                        |
| Mistrzostwo                                                          | 7 miejsce                                                   | 1    | 1993                   |
| Puchar                                                               | zdobywca                                                    | 0    |                        |
| Puchar                                                               | finalista                                                   | 0    |                        |
| Puchar                                                               | półfinalista                                                | 4    | 1993, 1994, 1998, 2001 |
| II liga                                                              | I miejsce                                                   | 1    | 1992 (grupa zachodnia) |
| II liga                                                              | II miejsce                                                  | 0    |                        |
| II liga                                                              | III miejsce                                                 | 1    | 2013                   |
| Słowenia                                                             | Zdobyte trofea w rozgrywkach Słowenii (stan na: 31-05-2013) |      |                        |

- 3 liga (D3):
  - mistrz (3x): 1997, 2007, 2012

## Stadion
Klub rozgrywa swoje mecze domowe na stadionie Portoval w Novo mesto, który może pomieścić 1500 widzów.